# 聖伯多祿主教座堂 (聖佩德羅蘇拉)

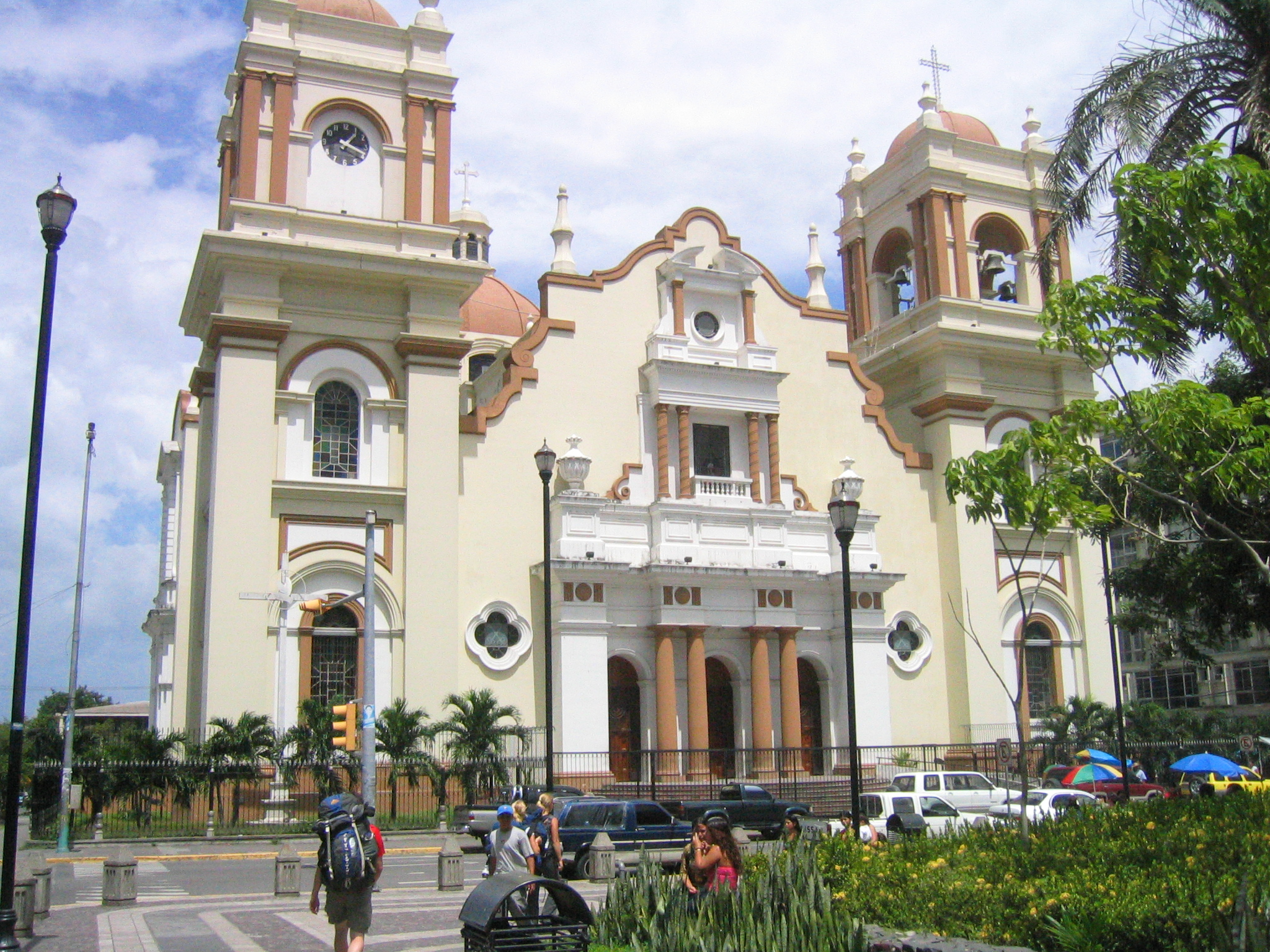
聖伯多祿主教座堂

聖伯多祿主教座堂（西班牙語：Catedral de San Pedro Apóstol）位於宏都拉斯聖佩德羅蘇拉，建於1949年，由建築師José Francisco Zalazar設計；它以聖彼得命名。它是洪都拉斯的主要大教堂之一，其中大部分信徒為羅馬天主教徒。